# 森田力斗
森田 力斗（もりた りきと、1997年10月1日 - ）は、日本の俳優。広島県出身。エヌウィード所属。

## 人物
- 趣味は音楽鑑賞[1]。
- 特技はダンス（HipHop）、歌[1]。

## 出演

### 舞台
- ある写真館のはなし～きみのいっしゅん、ぼくのえいえん～（2017年）[1]
- さよなら、ハロルド～花咲ける海原～（2018年）[1]
- 銀河鉄道999 GALAXY OPERA（2018年6月7日）[2]
- ミュージカル『テニスの王子様』3rdシーズン - 金色小春 役[3]
  - 青学vs四天宝寺（2018年 - 2019年）[4]
  - TEAM Party SHITENHOJI（2019年）[5]
  - 全国大会 青学vs立海 前編（2019年）[6]
  - 秋の大運動会 2019（2019年）[7]
- 舞台「鬼滅の刃」（2020年） - アンサンブル[8]
- 『青空ハイライト』～from 主役の椅子はオレの椅子（2021年）[9]
- 人狼系推理バトル「レジスタンスイレブン～未知なる敵からの卒業～」（2021年）[10]
- ミュージカル「SUPERHEROISM」（2021年） - イッペイ 役[11]
- 霧の中のノスフェラトゥ〜ドラキュラ伝説〜（2021年） - カール 役[12]
- FROG and RABBIT（2023年）[13]
  - 「ランチインサバンナ」 - ミシェル 役
  - 「RADIO」 - ベイ横浜 役
- Bloody Love 歌劇「ババンババンバンバンパイア」（2025年公演予定）[14]

### テレビドラマ
- 先に生まれただけの僕（2017年、日本テレビ） - 辻村幸助 役[1]
- 木皿泉劇場「道草」（2017年、NHK BSプレミアム）[1]

### ネット配信
- 主役の椅子はオレの椅子（2020年、ABEMA）[15]
- ミュージカル『テニスの王子様』Dream Stream（2020年） - 金色小春 役[16]

### CM
- カゴメ野菜生活「瀬戸内柑橘ミックス 愛媛甘夏編」（2013年）[1]
- Google Japan「Google アプリ 集まろう」編（2014年）[1]

### MV
- カーリー・レイ・ジェプセン×ローラ「アイ・リアリー・ライク・ユー」（2015年）[1]